# Swezeyana reticulata
Swezeyana reticulata är en insektsart som beskrevs av Caldwell 1940. Swezeyana reticulata ingår i släktet Swezeyana och familjen spetsbladloppor. Inga underarter finns listade i Catalogue of Life.